# Abebu Gelan
Abebu Gelan Adugna (en amharique : አበቡ ገላን ዓዱግና), née le 18 janvier 1990, est une coureuse de fond éthiopienne qui participe principalement à des compétitions de course sur route. Elle a représenté l'Éthiopie à trois reprises au niveau international, en dans la catégorie junior aux championnats du monde de cross-country de l'IAAF en 2007, puis deux fois dans la catégorie senior aux championnats du monde de semi-marathon de l'IAAF (2008, 2009). Elle a été médaillée d'or par équipe au semi-marathon mondial de 2008. Son record du semi-marathon de 67:57 minutes a été effectué en 2009,. Ce temps était le record du monde junior pour la distance.

## Parcours
Elle a remporté le semi-marathon d'Agadir et le Cross de l'Acier en 2008, puis a remporté d'autres victoires en 2009 en Amérique du Nord au Semi-Marathon Rock 'n' Roll Virginia Beach (en) et au Vancouver Sun Run. Sa meilleure course de semi-marathon a eu lieu au semi-marathon RAK en 2009, où elle a fini quatrième. En 2009, elle a également terminé parmi les trois premiers à l'Azalea Trail Run (en) et à la Crescent City Classic (en). Après une pause en compétition, elle est revenue en 2013 avec un accent sur les longues distances. Elle n'a pas réussi à égaler ses performances précédentes au 10 kilomètres et au semi-marathon et a plutôt progressé dans le marathon, ayant fait ses débuts gagnants au marathon de Belgrade (en) avec une course de 2:33:14 heures. Elle a terminé deuxième lors de sa sortie suivante au marathon de la paix de Košice, mais est revenue sur la plus haute marche du podium au marathon de Brescia 2016.

## Compétitions internationales
| Année | Compétition                                 | Lieu                    | Position | Catégorie     | Temps           |
| ----- | ------------------------------------------- | ----------------------- | -------- | ------------- | --------------- |
| 2007  | Championnats du monde de cross-country 2007 | Mombasa, Kenya          | 13e      | Course junior | 21 min 54 s     |
| 2007  | Championnats du monde de cross-country 2007 | Mombasa, Kenya          | 3e       | Équipe junior | 36 points       |
| 2008  | Championnats du monde de semi-marathon 2008 | Rio de Janeiro, Brésil  | 6e       | Semi-marathon | 1 h 10 min 59 s |
| 2008  | Championnats du monde de semi-marathon 2008 | Rio de Janeiro, Brésil  | 1re      | Équipe        | 3 h 30 min 59 s |
| 2009  | Championnats du monde de semi-marathon 2009 | Birmingham, Royaume-Uni | 21e      | Semi-marathon | 1 h 11 min 33 s |

## Victoires
- 2008:
  - Cross de l'Acier
  - Semi-marathon d'Agadir
- 2009: 
  - Vancouver Sun Run
  - Semi-Marathon Rock 'n' Roll Virginia Beach (en)
- 2015:
  - Marathon de Belgrade (en)

- 2015:
  - Marathon de Brescia

## Records personnels
- 10 kilomètres: 32:04 min (en 2008)
- Semi-Marathon: 1:07:57 (en 2009)
- Marathon: 2:33:14 (en 2015)